# ملكة جمال مراهقات الولايات المتحدة الأمريكية 2014
ملكة جمال مراهقات الولايات المتحدة الأمريكية 2014 هي نسخة الثانية والثلاثين من مسابقة ملكة جمال مراهقات الولايات المتحدة الأمريكية، أقيمت المسابقة في منتجع أتلانتس باراديس آيلاند في ناساو، جزر باهاماس في 2 أغسطس 2014، قدم المسابقة الصحفي الأسترالي كارل جينو شميد وملكة جمال الولايات المتحدة الأمريكية 2013 إيرين برادي. في نهاية الحدث توجت ك. لي غراهام من كارولاينا الجنوبية من قبل ملكة جمال مراهقات الولايات المتحدة الأمريكية السابقة كاسيدي ولف من ولاية كاليفورنيا .

## النتائج

### المراكز النهائية
| النتائج النهائية                                  | المتنافسة |
| ------------------------------------------------- | --- |
| ملكة جمال مراهقات الولايات المتحدة الأمريكية 2014 | - كارولاينا الجنوبية - ك. لي غراهام |
| الوصيفة الأولى                                    | - ميسيسيبي - فايدا مان |
| الوصيفة الثانية                                   | - بنسلفانيا - سيدني روبرتسون |
| الوصيفة الثالثة                                   | - كاليفورنيا - بيانكا فييرا |
| الوصيفة الرابعة                                   | - نيو جيرسي - فالنتينا سانشيز |
| أفضل 15                                           | - أريزونا - سافانا ويكس - ديلاوير - ميا جونز - إنديانا - زوي باركر - ماساتشوستس - بيلي ميديروس - ميشيغان - ايريس روباري - أوكلاهوما - بروكلين بوند - تينيسي - مورغان موسلي - تكساس - كيلي ستيوارت - فرجينيا الغربية - ليكسي مارارا - ويسكونسن - باشنس فاليير |

## المتسابقات
| الولاية         | اسم المتسابقة          | العمر              | بلد المنشأ | المركز          | ملاحظات |
| --------------- | ---------------------- | ------------------ | ---------- | --------------- | --- |
| ألاباما         | باسكن تشامبيون         | فيستافيا هيلز      | 19         |                 | ملكة جمال فوتوغرافيك |
| ألاسكا          | ويتني ويليامز          | أنكوريج            | 17         |                 | |
| أريزونا         | سافانا ويكس            | براديس فالي        | 18         | أفضل 15         | |
| أركنساس         | لورين ويفر             | غرينوود            | 18         |                 | |
| كاليفورنيا      | بيانكا فييرا           | هايوارد            | 18         | الوصيفة الثالثة | - سابقاً ملكة جمال مراهقات كاليفورنيا 2011 - سابقاً ملكة جمال المدرسة الثانوية الأمريكية 2012 |
| كولورادو        | سيندي يان              | دنفر               | 16         |                 | |
| كونيتيكت        | سيدني الغربية          | فيرنون             | 16         |                 | أخت ملكة جمال مراهقات كونيتيكت الولايات المتحدة الأمريكية 2012 و ملكة جمال المراهقات الولايات المتحدة الأمريكية 2012 لوجان ويست |
| ديلاوير         | ميا جونز               | بير                | 18         | أفضل 15         | لاحقًا ملكة جمال ديلاوير الولايات المتحدة الأمريكية 2017 |
| مقاطعة كولومبيا | دومينيك فينك           | تشيسابيك، فيرجينيا | 19         |                 | سابقًا ملكة جمال مراهقات فيرجينيا المتميزة عام 2011 |
| فلوريدا         | ناتالي فيالو           | ميامي              | 15         |                 | |
| جورجيا          | نويل هيغلي             | ليتونيا            | 17         |                 | |
| هاواي           | ماريا جوسلينج          | هونولولو           | 18         |                 | |
| أيداهو          | هانا مينزنر            | بويز               | 18         |                 | - حصلت لاحقًا على المركز الثاني في ملكة جمال أيداهو الولايات المتحدة الأمريكية 2019 - لاحقاً ملكة جمال مقاطعة كولومبيا الحبيبة 2020 - حصلت لاحقًا على المركز الثاني في ملكة جمال مقاطعة كولومبيا بالولايات المتحدة الأمريكية 2021 - حصلت لاحقًا على المركز الثاني في مسابقة ملكة جمال أيداهو الولايات المتحدة الأمريكية 2022 |
| إلينوي          | ميراندا فينزاو         | أورلاند بارك       | 18         |                 | - لاحقًا حصلت على الوصيفة الرابعة في ملكة جمال إلينوي الولايات المتحدة الأمريكية 2022 |
| إنديانا         | زوي باركر              | فورت واين          | 16         | أفضل 15         | |
| آيوا            | أماندا ارمسترونج       | سيوكس سيتي         | 16         |                 | |
| كانساس          | كلير بيلي لي           | أندوفر             | 17         |                 | ابنة ملكة جمال كانساس الولايات المتحدة الأمريكية 1986، أودرا أوكرمان |
| كنتاكي          | ميغان دوشارم           | شيلبيفيل           | 18         |                 | |
| لويزيانا        | ماري رايزينر           | هوما               | 18         |                 | |
| مين             | دانييل هرتوبيز         | بورتلاند           | 16         |                 | |
| ماريلاند        | مارييلا بيبين          | سيفيرن             | 18         |                 | - ولدت في بورتوريكو - في وقت لاحق أفضل 10 في ملكة جمال العالم أمريكا 2017 - في وقت لاحق ملكة جمال ماريلاند الولايات المتحدة الأمريكية 2019 وأفضل 10 في ملكة جمال الولايات المتحدة الأمريكية 2019 - متسابق لاحقًا في الموسم 25 من البكالوريوس                                                                              |
| ماساتشوستس      | بيلي ميديروس           | مونسون             | 16         | أفضل 15         | - مشجعات نيو إنجلاند باتريوتس - في وقت لاحق حصلت على الوصيفة الأولى في ملكة جمال ماساتشوستس الولايات المتحدة الأمريكية 2022 |
| ميشيغان         | ايريس روباري           | جلادستون           | 16         | أفضل 15         | |
| مينيسوتا        | كاثرين ستانلي          | بلومنجتون          | 18         |                 | لاحقًا ملكة جمال مينيسوتا الولايات المتحدة الأمريكية 2019 وأفضل 15 في ملكة جمال الولايات المتحدة الأمريكية 2019 |
| ميسيسيبي        | Vaeda Mann             | هاتيسبورج          | 17         | المركز الأول    | |
| ميزوري          | سامانثا باورز          | هاريسونفيل         | 18         |                 | لاحقًا حصلت على المركز الثاني في ملكة جمال ميسوري الولايات المتحدة الأمريكية 2017 |
| مونتانا         | ماديسون ريج            | كاليسبيل           | 17         |                 | |
| نبراسكا         | السافانا الهذيان       | أوماها             | 18         |                 | |
| نيفادا          | اليكسا تايلور          | سمرلين             | 17         |                 | |
| نيو هامبشاير    | ميكايلا سيمانز         | كين                | 17         |                 | |
| نيو جيرسي       | فالنتينا سانشيز        | سبرينج ليك هايتس   | 19         | المركز الرابع   | - سابقًا عارضة الأزياء في فنزويلا 2011 - في وقت لاحق حصلت على المركز الثاني في ملكة جمال نيو جيرسي الولايات المتحدة الأمريكية 2020 - تنافست لاحقًا في ملكة جمال فنزويلا 2020، وحصلت على المركز الخامس - لاحقاً ملكة جمال فنزويلا فوق الوطنية 2021 - في وقت لاحق حصلت على الوصيفة الثالثة في ملكة جمال فوق الوطنية 2021      |
| نيو مكسيكو      | أوندريا (أونا) ليتيجون | لاس كروسيس         | 17         |                 | |
| نيويورك         | كورين ستيلاكيس         | بريدجبورت          | 16         |                 | - لاحقًا ملكة جمال ميسوري العالمية وأفضل 12 في [[ملكة جمال العالم |

## روابط خارجية
- موقع ملكة جمال مراهقات الولايات المتحدة الأمريكية الرسمي